# رامبل (فیلم ۲۰۱۶)
رامبل (به زبان انگلیسی: Rumble) یک فیلم اکشن محصول سال ۲۰۱۶ مکزیک به کارگردانی آر. الیس فریزیر است. بازیگران گری دنیلز، سسی فلاتاس، ادی جرج فرناندز و جاستین نزبیت می‌باشند این فیلم سومین همکاری بین دنیلز و فریزیر می‌باشد.